# Erechim
Erechim es un municipio del estado de Rio Grande do Sul, en Brasil. Pertenece a la Mesorregión Noroeste Río-Grandense y a la Microrregión de Erechim. 
El municipio se ubica al norte de Rio Grande do Sul, en la región de Alto Uruguay, sobre la cordillera de la Sierra General. Tiene como límites al norte los municipios de Aratiba y Três Arroios, al sur Getúlio Vargas y Erebango, al este Gaurama y Áurea y al oeste con los municipios de Paulo Bento y Barão de Cotegipe. El significado de "Erechim" es campo pequeño en idioma Kaingáng, la ciudad recibió ese nombre probablemente por haber sido rodeada de florestas en esa época.

## Historia
Inicialmente llamado Paiol Grande, cambió su nombre sucesivamente por Boa Vista, Boa Vista de Erechim, José Bonifacio y finalmente Erechim. Como muchos otros pueblos en Brasil, Erechim surgió en torno a la vía férrea. En este caso, el ferrocarril que conecta Río Grande do Sul con São Paulo. 
Colonizado en gran parte por inmigrantes de origen polaco, italiano y alemán, la ciudad se formó en 1908 en los márgenes del ferrocarril. Fue en este año que 36 pioneros entre inmigrantes europeos y otros venidos de antiguas tierras (Caxias do Sul), llegaron por vía férrea y habitaron el lugar, que pronto se convirtió en un distrito de Passo Fundó. 
Con el crecimiento de la ciudad y su economía - agricultura, ganadería, comercio y servicios - el municipio de 'Erechim' fue creado el 30 de abril de 1918 por el Decreto N º 2343, firmado por Borges de Medeiros, entonces gobernador del estado de Rio Grande do Sul.
La ciudad que alguna vez fue conocida como la capital del trigo, debido al gran volumen de granos producidos en la agricultura, hoy en es considerada la capital de la Amistad. El origen del nombre de Erechim se debe a los antiguos habitantes indígenas de la región. Erechim significa "Campo Pequeño", probablemente porque los campos en la región estaban rodeados por bosques. 
Erechim se encuentra a unos 793m sobre el nivel del mar, latitud 27°37'54 " y longitud 57º16'52". Su clima es subtropical y tiene las cuatro estaciones bien definidas (primavera, verano, otoño e invierno). La temperatura media anual es de 15,9 °C., la máx. es de 35 °C. y la mín. de -6 °C. Las precipitaciones son irregulares, llegando hasta 1618mm anuales.  En el fortísimo invierno de 1975, la mínima en la ciudad fue de -11 °C durante 5 días consecutivos y la máxima no superó los 3 °C. Según los datos históricos (INMET), Erechim está entre las 20 ciudades más frías en el sur de Brasil. La precipitación de nieve es un acontecimiento raro en esta región. 
El acceso a la ciudad se realiza por vía aérea, por el Aeropuerto Federal Comandante Kraemer, por carretera, por las rutas RS-135, RS-331, RS-419, RS-420 , RS-480, BR-153 y BR-480, que conecta los distintos municipios de la región (todas pavimentadas) y la distancia hacia la capital del estado, Porto Alegre, es de 360 km. 

### Orígenes del diseño urbano de la ciudad
José María de Amorim fue el primer secretario de la ciudad de Erechim, vivió allí desde 1924 hasta la fecha de su muerte el 12 de diciembre de 1978. En 1970 narró los detalles internos del diseño de la ciudad, su origen y reveses, aún no registrados en la historia oficial del municipio. 
Erechim fue creado el 30 de abril de 1918, por decreto del entonces Presidente del Estado Dr. Antonio Augusto Borges de Medeiros. Después de formalizados todos los pasos necesarios para el acto oficial de la creación, el Secretario de Obras Públicas C. Torres Gonçalves ordenó la ejecución de la división geodésica de la ciudad. Se tomó como punto de partida la estación de tren, pero no se hizo, al parecer, para el reconocimiento temprano de la tierra. 
El diseño repitió el plan de la ciudad de Belo Horizonte, capital de Minas Gerais. Aprobada la futura forma, comenzó a crecer la ciudad con la venta de la tierra y sus edificios de madera, surgiendo todo con una rapidez inédita, especialmente en la Avenida José Bonifacio, ahora llamada Maurício Cardoso. Y así, como por arte de magia, llegó a Vila Boa Vista, que sustituye a la antigua Paiol Grande . 
Después de unos años, antes de las noticias de la evolución creciente en la región, Torres Gonçalves vino a visitar el pueblo, con la esperanza de encontrar su tendido en terreno llano y de fácil implantación, con calles planas y con sus terminales triangulares perfectamente niveladas. Pero cuando llegó y viajó a bordo de un automóvil Ford 1929, que rugió con furia en las calles empinadas, se sorprendió. 
Con el paso del tiempo, se nivela la cañada existente en la Avenida Maurício Cardoso, canalizando las sanjas existentes en las primeras cuadras de las calles Nelson Ehlers, Italia y muchos otros agujeros fueron más o menos nivelados con madera y tierra. 
En una visita a mí (el notario José María Henriques de Amorim), confesó que Erechim fue su mayor pecado, porque nunca pensé que la ciudad había sido plantado en los agujeros. Y cada vez que regresó allí y visitó el notario Amorim, dijo a su llegada "Mis amigos, vengan a ver mi pecado". Así fue como llamaba a Erechim "mi pecado". Y tenía razón. Más tarde se han realizado estudios grandes para ver si era posible mejorar la ubicación de la ciudad, pero todo fue en vano. El último trabajo realizado por la ex Comisión de Tierras fue una encuesta que duró varios meses, dirigido por el Diumer Schneider, los hermanos Malinowski , los hermanos Losiná, Antonio Bergmann y Henrique Schwerin, que hicieron un levantamiento topográfico cada dos metros cuadrados. Incluso antes del final de este servicio, un alcalde en el momento mandó al Agrimensor de la Prefectura a nivelar las aceras y fueron ampliados los cordones, con todos los defectos de la superficie. 
Y así fue siguiendo la ciudad, donde muchos gobiernos han intentado en vano nivelarla. Más tarde, se elaboró el Plan Maestro para la construcción urbana. Con él, se proponía la nivelación de muchos edificios antes que la nivelación de las calles, esto se traduciría en casas con muchos pisos subterráneos, después de que el nivel de la calle fuera nivelado como debía ser para reducir la subidas.Como no es difícil de adivinar hubo un gran revuelo en la ciudad por el Plan Maestro, que finalmente terminó archivado. 
Hoy Erechim, con sus altos y bajos, sigue siendo pujante y próspera, tomando posesión de ciudad grande, con sus calles bien pavimentadas, sus edificios bajos y cada vez más la capital de la Amistad.

### 50 años de Erechim
Grandes fueron las celebraciones de 50 años en la ciudad de Erechim. Ese año, 1968, se celebró una gran fiesta. En la Plaza de la Bandera, se construyeron casetas que representaron a todos los grupos étnicos que componían la población de la ciudad: francés, italiano, alemán, neerlandés, judíos, españoles, portugueses, polacos, indios, rusos, entre otros. Estos estandes mostraron un poco de la cultura de cada pueblo y su lugar en la ciudad. Recuerdo que hubo visita de varios cónsules que visitaron la ciudad y había muestra típica todas las tardes. 
En uno de estos programas, Rubens Safro - popular y conocido localmente como Buja - animó la fiesta y llamó a la ciudad Capital de la Amistad. Luego, el sobrenombre fue adoptado por el municipio, debido a la diversidad de grupos étnicos que componían la población y la armonía de su convivencia. 

### Historia reciente
El accidente más grave y que más sorprendió a la población de la ciudad de Erechim ocurrió el 22 de septiembre de 2004 cuando un autobús alquilado por la Prefectura de Erechim para el transporte de los estudiantes de la zona rural para las escuelas de la ciudad llevaba a 31 personas cuando se cayó de un barranco en la CORSAN. Los equipos de rescate tardaron más de tres horas para retirar el autobús de agua. Los padres fueron compensados por 190 mil reales, y el conductor que sufrió heridas leves, fue preso en 2005, acusado de conducir a alta velocidad.
Según datos de autopsia, 17 niños fallecieron. El estudiante Lucas Verazzo resultó como un héroe, salvó a tres de sus colegas que se estaban ahogando, y cuando estaba salvando al cuarto acabó muriendo. Los tres días siguientes al accidente fueron utilizados como una forma de protesta y las lecciones fueron suspendidas en todas las escuelas de la ciudad.

## Geografía

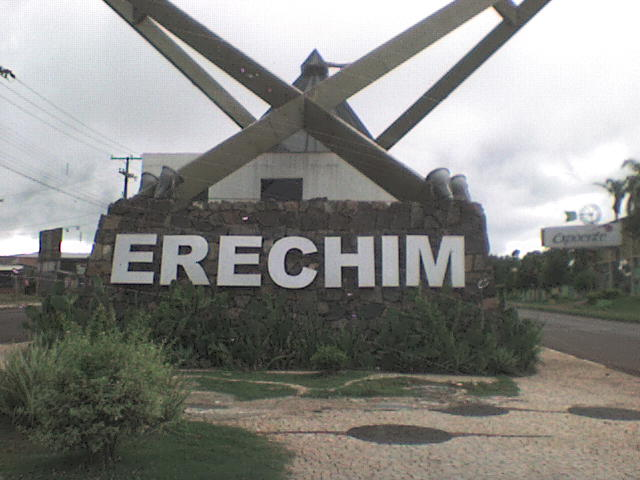
Puerta principal en la entrada del municipio.

Erechim está situado en el norte de Rio Grande do Sul, en la región del Alto Uruguay y en la Microrregión de Erechim. Limita con los municipios al norte de Aratiba y Três Arroios, al sur con Getúlio Vargas y Erebango, al este Gaurama y Áurea y al oeste con los municipios de Paulo Bento y Barão de Cotegipe.
La ciudad está situada a unos 360 km de la capital del estado de Rio Grande do Sul, Porto Alegre, siendo 330 en distancia carretera. La latitud de la ciudad es de 27° 38'3" Sur y la longitud es 52º 16'26" Oeste. 

### Clima
El municipio de Erechim pertenece a la zona climática designada por la letra C, con el clima de tipo Cfa, según la clasificación climática de Köppen. Este tipo de clima se caracteriza por ser un clima Clima subtropical húmedo. Como puede verse en el cuadro siguiente, los meses en que se registran las temperaturas más altas de la ciudad son enero, febrero y diciembre, con 28 °C, y los que registran las menores son junio y julio, con 9 °C. Según los datos, también podemos afirmar que Erechim sufre variaciones de temperatura en el intercambio de las cuatro estaciones, pero nunca se registró demasiado frío o calor. 
| Mes                                                                            | Ene   | Feb   | Mar   | Abr   | May   | Jun   | Jul   | Ago   | Set   | Oct   | Nov   | Dic   |
| ------------------------------------------------------------------------------ | ----- | ----- | ----- | ----- | ----- | ----- | ----- | ----- | ----- | ----- | ----- | ----- |
| Mayor temperatura °C                                                           | 28    | 28    | 27    | 24    | 21    | 18    | 18    | 20    | 21    | 24    | 26    | 28    |
| Menor temperatura °C                                                           | 18    | 18    | 16    | 14    | 11    | 9     | 9     | 10    | 11    | 13    | 15    | 16    |
| Pluviosidad média (mm)                                                         | 143,4 | 138,3 | 121,3 | 118,2 | 131,3 | 129,4 | 153,4 | 165,7 | 206,8 | 167,1 | 141,4 | 161,5 |
| Fuente: Weather Underground Archivado el 9 de mayo de 2015 en Wayback Machine. |       |       |       |       |       |       |       |       |       |       |       |       |

### Demografía
Según datos de 2009, Erechim presenta una población de 121.432 habitantes, la que representa 0,86% de la población Riograndense y el 42,7% de la Región Norte del Estado. La ciudad es la vigésima primera más poblado de Rio Grande do Sul, y viene ascendiendo de posición cada década. El área territorial es de 430,7 km² y la densidad demográfica equivale a 216 habitantes. La población urbana suma 94,8% y la rural 5,2%. Este índice poblacional urbano es casi 10% mayor en relación con todo el estado.
Ya la división por sexo se asemeja al padrón riograndense y la estructura etaria tiene poca participación de jóvenes y personas de edad avanzada, y consecuentemente, la mayor parte de adultos, que suman 65,9% de la población. Entre 1985 y 2006 se registró un crecimiento de 37%, cerca de 1,5% anual, índice considerado alto comparado con el de otros municipios de Rio Grande do Sul. En la tabla que sigue abajo es comparada la densidad de las ciudades del estado con Erechim, sobre la base de la página 30 de un documento oficial:
| Criterio                              | Especificidad                             | Rio Grande do Sul | Erechim |
| Densidad demográfica                  | Habitantes/km²                            | 38,6              | 216,2   |
| Estructura rural-urbana (%)           | Urbana                                    | 84,9              | 94,8    |
| Estructura rural-urbana (%)           | Rural                                     | 15,1              | 5,2     |
| Estructura por sexo (%)               | Hombres                                   | 49,0              | 48,3    |
| Estructura por sexo (%)               | Mujeres                                   | 51,0              | 51,7    |
| Estructura etaria (%)                 | Niños y Adolescentes (0 a 14 años)        | 24,6              | 24,1    |
| Estructura etaria (%)                 | Económicamente Activa (15 a 59 años)      | 64,2              | 65,9    |
| Estructura etaria (%)                 | Personas de edad avanzada (60 años y más) | 11,3              | 10,0    |
| Crecimiento anual 1985/2006 (% anual) | Total                                     | 1,2               | 1,5     |
| Crecimiento anual 1985/2006 (% anual) | Rural                                     | -1,7              | -4.6    |
| Crecimiento anual 1985/2006 (% anual) | Urbana                                    | 2,1               | 2,3     |
| ------------------------------------- | ----------------------------------------- | ----------------- | ------- |

### Principales barrios

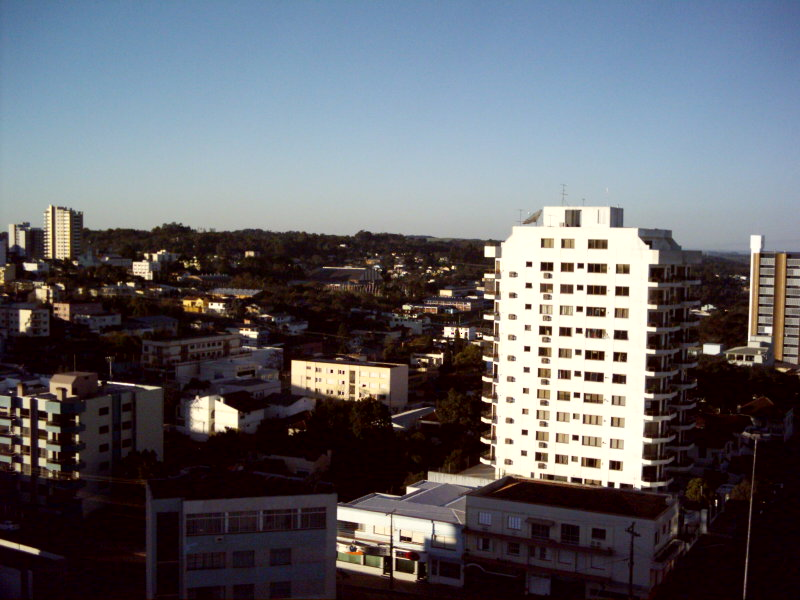
Vista panorámica del centro de la ciudad.

No muy lejos del centro de la ciudad, los principales barrios son los que congregan la mayor parte de la población erechinense. Son ejemplos: Bela Vista, Cerâmica, Copas Verdes, José Bonifacio, Koller, Morro da Cegonha, São Cristovão, Tres Vendas, Triângulo, entre muchos otros que conforman el mapa estratégico de la Prefectura Municipal. Estos son barrios con una excelente ubicación en la ciudad, que aún siguen siendo mayoría en el municipio. Prácticamente todos los barrios mencionados anteriormente, en general, son de clase media y alta. 
Con una mayor distancia mayor del centro de Erechim, los barrios que se destacan son: Aeroporto, Atlântico, Dal Molin, Florestinha, Linho, Complejo Habitacional y vecindario Paiol Grande, Zimmer, Presidente Vargas, Progresso, entre otros. Estos tienen tasas medias económicas por familia. Algunos de los barrios se consideran de clase media baja. Según lo que se puede constatar, en la ciudad de Erechim no posee Favelas.

## Economía
La economía Erechinense se basa principalmente en el sector industrial, cuya representación es en la actualidad del 37,53%. Sin embargo, la actividad que es menos representada es el sector primario, es de gran importancia por la diversidad de su producción. Las exportaciones totales caracterizaron en 2008 un total de USD 146.061.964,00.

### Sector primario
El sector primario reúne hoy 6,39% de los ingresos tributarios municipales, y la ciudad contiene aproximadamente 2520 pequeños productores.
Se producen principalmente soja, maíz, trigo, porotos, cebada y fruta y se crían aves, bovinos y cerdos, respectivamente. 
La economía agrícola ha disminuido considerablemente en los últimos veinte años, asociado con el desarrollo urbano, y la crisis de las cooperativas regionales. El tamaño de las propiedades también se redujo considerablemente, se estima que el 95% de la agricultura local en la región tiene una superficie de más de 100 hectáreas. Las plantas con mayor área de una hectárea, respectivamente, son: maíz, soja, trigo, cebada y porotos. 

### Sector secundario
El sector secundario es el que ha puesto mayor destaque en la ciudad. Hay aproximadamente 700 empresas de distintos tamaños, que producen el 37,96% de la recaudación municipal.
El Distrito Industrial, creado en 1978, es la principal fuente de riqueza en el sector, y es hogar de cerca de 5000 personas.
La acción principal que tuvo lugar a un crecimiento tan grande en este sector se debe principalmente a la expansión del parque industrial, haciendo que la ciudad de Erechim creciera más de cuatro veces de lo que creció Brasil y casi tres del crecimiento de Rio Grande do Sul . Este crecimiento también se deriva de la pérdida de ganado y los agricultores, como muchos han emigrado a la industria como una nueva forma de enriquecerse. La industria que más creció en todo este tiempo fue el metal mecánico, que entre 1985 y 2005 aumentó en promedio un 25,4% en número de empleados . 

### Sector terciario
El sector terciario abriga más de 6700 estabelecimientos.
La actividad comercial de la ciudad es grande, en comparación con los otros, y está creciendo cada año, y ahora representa 17,85% de la recaudación del municipio. El sector servicios también se destaca, ya que el índice del porcentaje en la economía se ha duplicado en diez años, llegando a 39,16%. También es el mayor productor de empleo de trabajo, más de 10 mil personas. El Turismo no recibe tanta atracción como las otras dos actividades, principalmente porque Erechim no posee playa ni mar. Asimismo tiene muchos puntos turísticos, como se describe abajo. El turismo es cada vez más explorado y en el futuro puede convertirse en una importante fuente de ingresos de la población. 
La estructura sectorial del PIB de Erechim se presenta a continuación: 

#### Transporte urbano

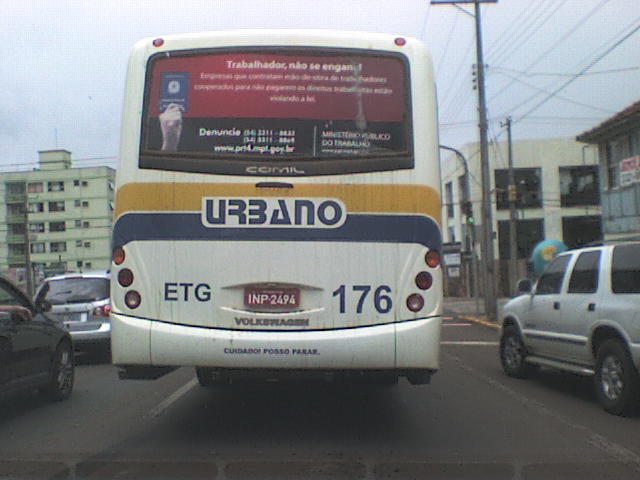
El ómnibus que representa el transporte urbano dentro de la ciudad.

La primera empresa de transporte urbano en la ciudad del Municipio fue creada en 1953, llamada "Empresas de Transportes Gaurama Ltda", que hacia el recorrido de Marcelino Ramos y Gaurama a Erechim.
Desde 1954 comenzó a operar el transporte urbano en la ciudad. Hasta 1960, el mismo cubría cinco distritos de la ciudad: Aerporto, Linho, Cemitério Municipal, Três Vendas y Piscina Clube. Desde 1980, la empresa Gaurama se dedica únicamente al transporte municipal, pues las líneas intermunicipales fueron vendidas. En la actualidad, están cubiertas casi todos los distritos de la ciudad.
La tarifa de transporte es barata, pero para ir a otra parte de la ciudad, que requiera otro autobús, es necesario pagar un nuevo pasaje. La tarifa de transporte urbano es única y está fijada actualmente por R$ 1.75. La compañía también desarrolló el sistema de pasajes para estudiantes, donde la tarifa estudiantil es de R$ 0,87 - (válida solo con la presentación de la cartera de transporte de los estudiantes).

## Política

### Prefectos
La ciudad de Erechim ha sido objeto de varias reformulaciones en la lista de los Prefectos. Justo cuando la ciudad fue fundada oficialmente, fueron nombrados administradores provisorios, para gobernar la ciudad antes de las próximas elecciones. El primer alcalde fue Amado da Fonseca Fagundes, elegido el 18 de junio de 1918.
Después de la estabilización del Decreto 4.666, la ciudad pasó a tener un alcalde que debía estar en un plazo de 4 años. El primero fue Amintas Maciel, elegido el 9 de diciembre de 1930, que, en su honor, se le dio el nombre de una de las avenidas más importantes de la ciudad.
El Prefecto, que ejerció más mandatos en el cargo fue Elói João Zanella, cuatro veces (1977-1983, 1989-1993, 2001-2005 y 2005-2009). El Prefecto actual es Pablo Polis, del Partido dos Trabalhadores.

## Infraestructura social
La infraestructura social incluye cuatro elementos: ingresos y pobreza, educación, saneamiento y salud. Las capacitaciones se evalúan a partir del Índice de Desarrollo Económico y Social (IDESE). Esta forma de evaluación varía entre cero y uno, siendo que Erechim es la décima ciudad en general, en la clasificación regional. 

### Renta y pobreza
En la primera sección, llamada renta y pobreza, Erechim tiene un nivel medio y se encuentra en el 96.º lugar en el ranking del estado. Desde 2000 hasta ahora, la ciudad ha empeorado significativamente, a causa de los ingresos per cápita de la población en descenso, pero esto no establece un marco de compromiso con el desarrollo de la microrregión. También se puede ver que hubo una pequeña reducción en el indicador de pobreza y un aumento significativo en el número de personas hambrientas, pero no es significativo.

### Educación

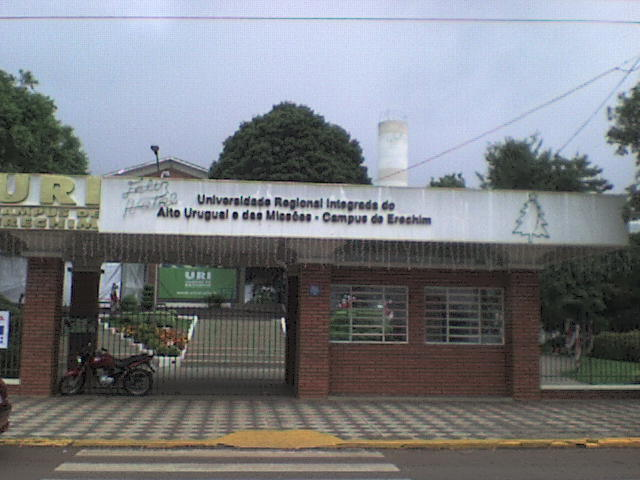
Universidad Regional Integrada (URI), una de las mayores universidades del estado.

La ciudad de Erechim posee dos universidades de gran nivel:
- Universidad Regional Integrada del Alto Uruguay y de las Misiones (URI)[37]
- Universidad Estadual do Rio Grande do Sul (UERGS)[38]

Además, la ciudad es un modelo en la educación. Tiene óptimas escuelas estaduales y municipales, con buenas calificaciones en los exámenes del gobierno federal. 
La red de universidades pequeñas ha aumentado en los últimos años en Erechim, ofreciendo mejores y más opciones a los erechinenses y a la población regional. 

## Personalidades

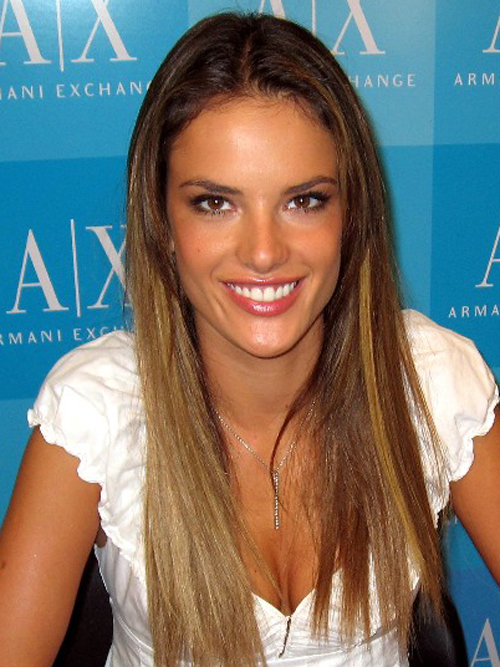
Alessandra Ambrosio, una de las personalidades erechinenses.

El personaje principal nacido en Erechim es la modelo Alessandra Ambrosio, elegida como la mujer más bella del mundo por el sitio models.com, y la segunda por el sitio AskMen.com.
En Erechim nacieron importantes jugadores de fútbol, incluido el exarquero Gilmar LuísRinaldi, que pasó por Internacional, São Paulo y Flamengo, el atacante Augusto Rafael Sobis, revelado por el Internacional y actualmente jugando en Tigres de México. el ex mediocampista y actual entrenador Paulo César Carpegiani, entre otros. 
También es de destacar la importancia de Hermes Isidoro Campagnolo, fallecido en 2006, que fue uno de los patrones en la construcción del estadio Colosso da Lagoa. Marco Tebaldi (que es también asesor del Joinville Esporte Clube), Angelino Rosa, Osmar Serraglio y Luíz Antonio Tirelli - son los principales políticos de la ciudad. El director porno Sady Baby, quien se suicidó en 2008, era también natural de Erechim. Sady llamó la atención de los medios de comunicación al disputar contra la ley sobre la paternidad de una niña de 17 años con el cantante Ovelha.

## Puntos Turísticos

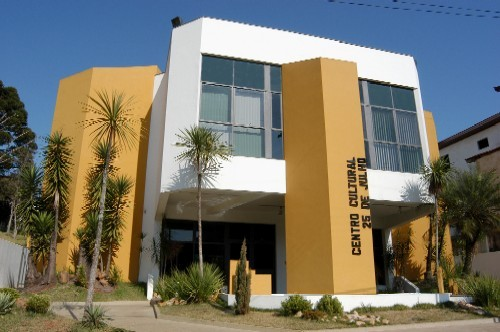
El Centro Cultural 25 de Julio, considerado uno de los principales centros culturales del estado.

- Parque Longines Malinowski - principal parque municipal, contiene 24 hectares de tierra y presenta también araucarias en su vegetación.[42]
- Castelinho - edificio de madera construido entre 1912 y 1915, el símbolo de la ciudad, ubicado cerca de la plaza de la Bandera. Es el edificio más viejo de la ciudad.[43]
- Catedral São José - la única catedral de la ciudad, construida entre 1969 y 1977, con base en el estilo barroco de la edad média.[44]
- Centro Cultural 25 de Julio - considerado como el mayor centro cultural del estado de Rio Grande do Sul, y reúne espectáculos nacionales e internacionales.[45]
- Estadio Colosso da Lagoa - el tercer mayor estadio de fútbol del estado y el mayor del interior, abriga confronts del Ypiranga Futebol Clube (RS) y esporádicamente de otros clubes.[46]
- Mercado Popular - inaugurado en 2005, es el local de ventas de los vendedores ambulantes, que anteriormente comercializabam sus productos en la calle.[47]
- Vale Dourado - se encuentra en el final de la Avenida Maurício Cardoso y es uno de los principales puntos para ocio y tiempo libre en la ciudad, contando con bellezas naturales y artificiales.[48]
- Praça da Bandeira - punto cero de Erechim. Inaugurada en 1953, en ella se encuentra el mástil de la bandera de Brasil, las diez avenidas de la ciudad, la fuente y el busto del presidente Getúlio Vargas, entre otros.[49]
- Prefeitura Municipal - palácio construido con base en la arquitectura renacentista entre 1929 y 1932, abriga el Gobierno Municipal.[50]
- Cascata Nazzari - uno de los principales puntos de paseo en tiempo libre en la ciudad, contiene rocas y una precipitación alta, está distante a 13 km de la ciudad.[51]
- Museu Regional do Alto Uruguai (MURAU) - ubicado en la Universidade Regional Integrada (URI), está dividido en dos categorías: Ciencias e Historia y arqueología.[52]
- Pólo da Cultura - lugar para realizar importantes reuniones y también opera como restaurante. Tiene un auditório para más de 800 personas.[53]